# Teofil Bardach
Teofil (Tewel) Dawid Bardach (ur. 5 czerwca 1866 we Lwowie, zm. prawd. w sierpniu 1942 w Bełżcu) – lekarz dermatolog ze stopniem doktora, lekarz sztabowy C. K. Obrony Krajowej, tytularny pułkownik Wojska Polskiego.

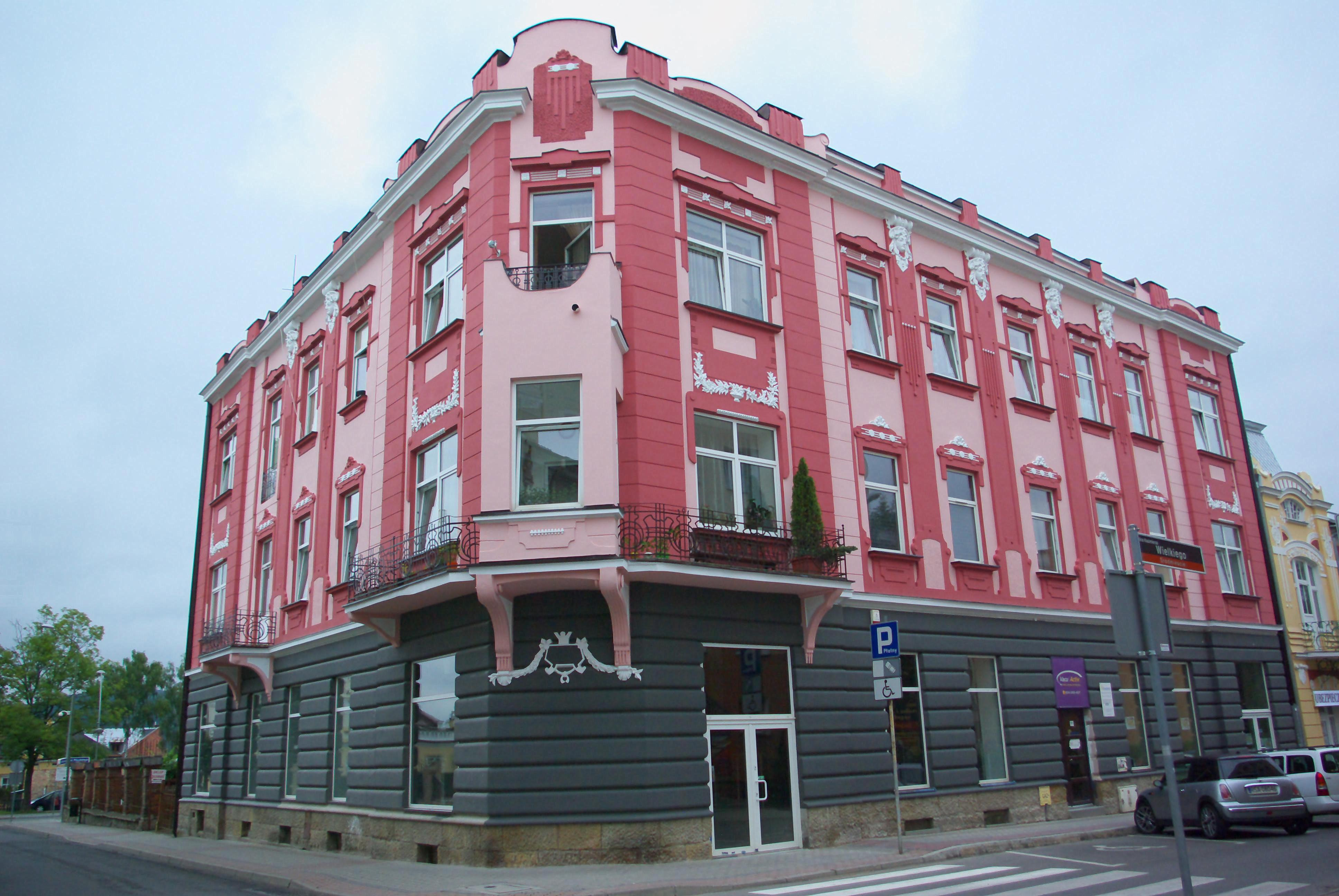
Kamienica Bardachów w Sanoku (2015)

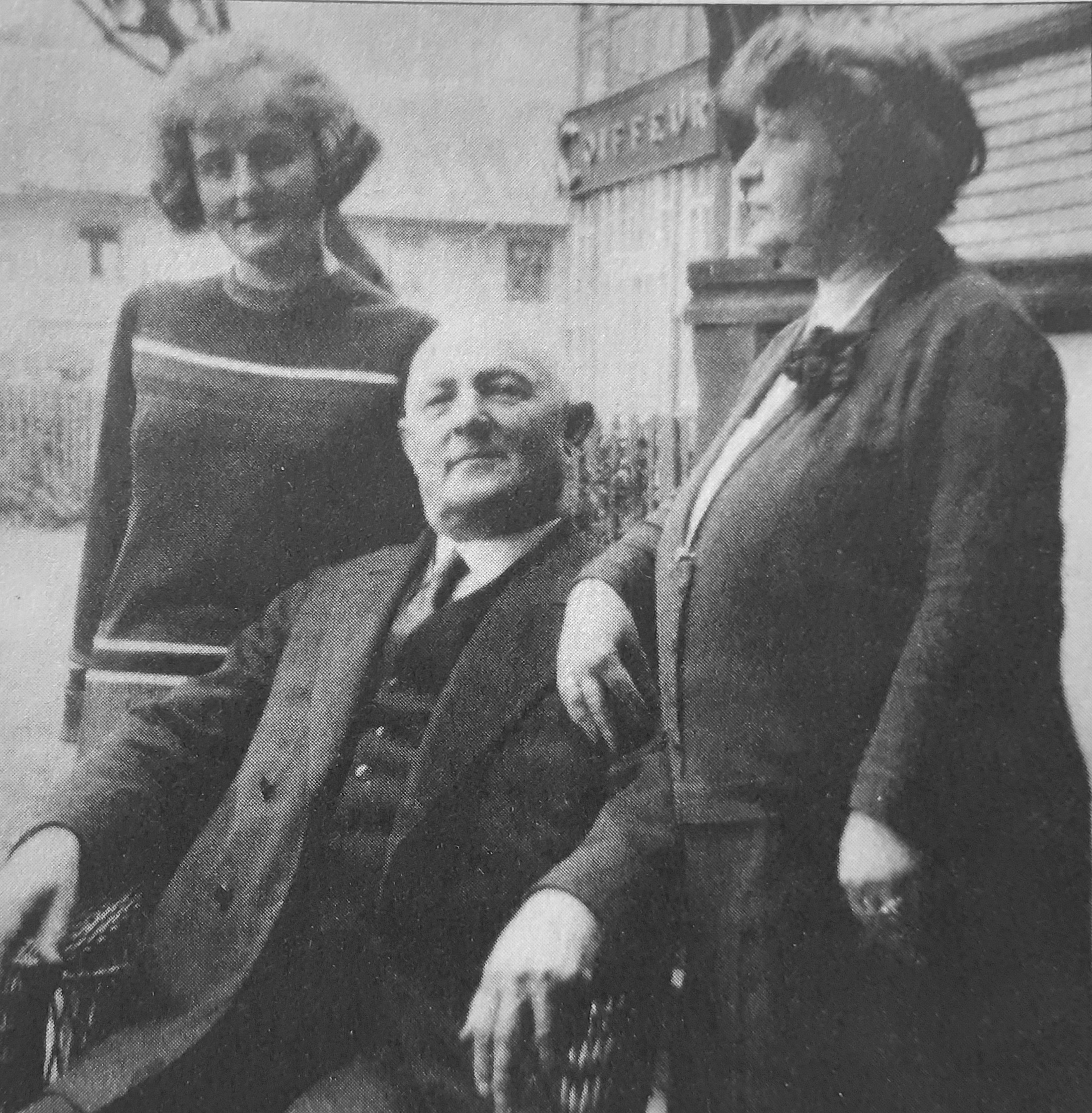
Stanisława, Teofil, Hanna Bardachowie (Krynica, 1928).jpg

## Życiorys
Teofil (właśc. Tewel) Dawid Bardach urodził się 5 czerwca 1866 we Lwowie. Był synem Wolfa Bardacha Edlera von Chlumberga (oficer C. K. Armii, adiutant 8 Wojskowego Instytutu Instruktorów Jeździectwa w Wiedniu) i Gittel (Agaty) z domu Dorf. Wywodził się z rodziny żydowskiej osiadłej na ziemiach polskich w XVI wieku, której przedstawiciele zajmowali wysokie pozycje społeczne, a niektórzy z nich z biegiem czasu przeszli na katolicyzm. Familia Teofila Bardacha we Lwowie nie uczęszczała do synagogi, była zasymilowana, w ich domu obchodzono święta katolickie w polskim wydaniu.
Uczył się w C. K. II Gimnazjum we Lwowie z niemieckim językiem wykładowym. Ukończył studia medyczne na  Uniwersytecie Jagiellońskim. Dyplom uzyskał w 1893. Był specjalistą chorób skórnych i wenerycznych.
W C. K. Armii został mianowany na stopień asystenta lekarza w rezerwie. Jako lekarz ze stopniem doktora został przydzielony ze stanu rezerwy C. K. Armii w jednostce 9 batalionu pionierów do C. K. Obrony Krajowej w stopniu asystenta lekarza z dniem 1 czerwca 1894, a następnie awansowany na stopień nadlekarza z dniem 1 września 1896, na stopień lekarza pułkowego 2 klasy z dniem 1 listopada 1898, na lekarza pułkowego 1 klasy z dniem 1 listopada 1898. Od początku służył w 17 pułku piechoty Obrony Krajowej w Rzeszowie (z batalionami sztabowymi w tym mieście oraz w Jarosławiu i w Sanoku). Od około 1902 do około 1909 był lekarzem w 18 pułku piechoty w Przemyślu (z batalionami sztabowymi w tym mieście oraz w Sanoku). Od około 1909 był lekarzem w 35 pułku piechoty w Złoczowie. Został awansowany na lekarza sztabowego z dniem 1 maja 1914. W trakcie I wojny światowej przebywał w Przemyślu podczas oblężenia miasta przez wojska rosyjskie. Pozostawał na służbie w szeregach 35 pułku piechoty, w 1917 przemianowanym na pułk strzelców nr 35 do 1918. W tym okresie został awansowany na nadlekarza sztabowego 2 klasy z dniem 1 listopada 1917. Podczas wojny był odznaczany.
Po zakończeniu I wojny światowej, jako były oficer armii austriackiej został przyjęty do Wojska Polskiego i zatwierdzony w stopniu podpułkownika. Uczestniczył w wojnie polsko-bolszewickiej. Był komendantem szpitali polowych. Po przeniesieniu w stan spoczynku od początku lat 20. jako tytularny pułkownik zamieszkiwał we Lwowie. W 1934 jako emerytowany oficer był przydzielony do Kadry Zapasowej 6 Szpitala Okręgowego i pozostawał wówczas w ewidencji Powiatowej Komendy Uzupełnień Lwów Miasto.
Od 29 października 1921 należał do Stowarzyszenia Humanitarnego „Leopolis” we Lwowie i w charakterze zastępcy eksprezydenta był reprezentantem do Walnego Zgromadzenia Związku Żydowskich Stowarzyszeń Humanitarnych „B'nai B'rith” w Rzeczypospolitej Polskiej w Krakowie. Po przejściu na wojskową emeryturę praktykował jako lekarz we Lwowie. Według stanu z 1939 figurował we Lwowie jako lekarz chorób wewnętrznych (internista) oraz pediatra. Do 1939 był członkiem Lwowskiej Izby Lekarskiej.
W latach 20. i do 1939 zamieszkiwał pod adresem Rutowskiego 7 we Lwowie (obecna ulica Teatralna). Jego dom leżał naprzeciw wejścia do katedry lwowskiej. Wspólnie ze swoim szwagrem Filipem Schleicherem był właścicielem kamienicy czynszowej, leżącej w tej lokalizacji. W okresie międzywojennym uchodził za człowieka zamożnego.
Był żonaty z Anną Cecylią Bardach z domu Merger (ur. 1882). Jego dziećmi byli: Flora Bardach (ur. 19 lutego 1894), dr Albert Bardach, potem jako Bronisław Bardach (ur. 8 października 1895, kapitan lekarz Wojska Polskiego, po odejściu z armii przebywający w Krynicy), dr Juliusz Bardach (ur. 31 grudnia 1897 w Sanoku, prawnik, do 1918 chorąży rezerwy piechoty w c. k. pułku strzelców nr 35, potem porucznik rezerwy piechoty Wojska Polskiego, w II RP adwokat), Zofia (Schenker) Bardach (ur. 30 grudnia 1898 w Sanoku). Podczas pobytu w Sanoku rodzina zamieszkiwała w tzw. kamienicy (domu) Bardacha, a dzieci Flora, Albert i Juliusz, kształciły się w tamtejszym C. K. Gimnazjum do roku szkolnego 1908/1909.
Po wybuchu II wojny światowej w 1939, kampanii wrześniowej i agresji ZSRR na Polskę oraz nastaniu okupacji sowieckiej nadal przebywał we Lwowie. We wrześniu 1939 przyjął do swego domu synów Juliusza i Bronisława. Po ataku Niemiec na ZSRR z 22 czerwca 1941 witał wkraczające do Lwowa oddziały z radością i nadzieją. Po nastaniu okupacji niemieckiej sytuacja rodziny Bardachów diametralnie się zmieniła z powodu ich żydowskich korzeni. Zostali objęci obowiązkiem noszenia na ramieniu opaski z Gwiazdą Dawida. Jego mieszkania naszli oficerowie Waffen-SS, którzy – mimo życzliwego przyjęcia z jego strony – pobili go za żydowskie pochodzenie i zniszczyli przechowywane z pieczołowitością od lat w domowej gablocie wojskowe ordery i insygnia z czasów austriackich. W późniejszym czasie pozostał w mieście, aczkolwiek był zmuszony wraz z żoną opuścić swoje mieszkanie, oboje żyli w ukryciu, zaś utrzymywali się z handlu złotem i biżuterią. Wobec prowadzenia przez okupantów akcji ujęcia Żydów z ulicy miasta i wywożenia ich do obozu zagłady przenieśli się do kryjówki w komórce nad garażem przy kwaterze Gestapo, gdzie przebywali przez wiele dni. Potem Bardachowie przenieśli się do rzekomo bezpieczniejszego schronienia, skąd zostali usunięci i wywiezieni ciężarówkami do obozu.  
W lipcu 1941 wraz żoną został aresztowany przez Niemców. Oboje zostali osadzeni w obozie zagłady w Bełżcu. Ponieśli tam śmierć zagazowani prawdopodobnie w sierpniu 1942). W tym obozie zginęły także ich córki Flora i Zofia, aresztowane w kwietniu 1942. Syn Juliusz został aresztowany przez Niemców we Lwowie w 1942 i prawdopodobnie w tym roku poniósł tam śmierć. Drugi syn Bronisław oraz wnuk Roman (ur. 1930, syn Juliusza), przypuszczalnie popełnili samobójstwa w getcie lwowskim w 1943. Wojnę przeżył syn Juliusza, Witold (ur. 1925), po wojnie żyjący pod tożsamością Gene Gutowski (producent filmowy). W swojej książce wspomnieniowej wydanej w Polsce w 2004 pt. Od Holocaustu do Hollywood opisywał on m.in. dziadka Teofila oraz losy rodziny podczas wojny aż do Zagłady Żydów na ziemiach polskich podczas okupacji niemieckiej.
W 2017 przed Sądem Rejonowym dla m.st. Warszawy w Warszawie Wydział II Cywilny toczyło się pod sygnaturą II Ns 694/17 postępowanie z wniosku: Joanny Smaga-Gutowskiej, Alexandra Waugh, Andrew Witolda Gutowskiego i Adama Wilsona Bardach o uznanie za zmarłych: Teofila, Annę, Florę, Zofię, Juliusza, Romana Bardachów.

## Odznaczenia
austro-węgierskie
- Kawaler Orderu Franciszka Józefa na wstążce Krzyża Zasługi Wojskowej (1914)[70][30] z dekoracją wojenną i z mieczami (ok. 1918)[32]
- Brązowy Medal Zasługi Wojskowej na wstążce Krzyża Zasługi Wojskowej (ok. 1918)[32]
- Brązowy Medal Jubileuszowy Pamiątkowy dla Sił Zbrojnych i Żandarmerii (ok. 1900)[21]
- Krzyż Jubileuszowy Wojskowy (ok. 1909)[24]
- Krzyż Pamiątkowy Mobilizacji 1912–1913 (około 1914)[29]